# Torzjok
Torzjok (Russisch: Торжок) is een stad in de Russische oblast Tver. De stad ligt in het zuidoosten van de oblast, 61 kilometer ten noordwesten van Tver en 263 kilometer ten noordwesten van Moskou. Het aantal inwoners bedraagt 46.031 (2017). Torzjok is tevens het centrum van het gelijknamige bestuurlijke rajon.
Torzjok ligt aan de rivier Tvertsa. De stad ligt aan de M-10 en ook aan de spoorlijn Sint-Petersburg - Moskou. Torzjok werd voor het eerst genoemd in een kroniek uit 1139. Een eeuw later, in 1238 werd de stad door de Mongolen platgebrand. In die tijd was er slechts één handelsroute naar Novgorod, die langs Torzjok. Dit maakte Torzjok tot een cruciale stad. In 1485 werd de stad ingelijfd bij Moskovië. Later werd de stad door de Polen belaagd gedurende de Tijd der Troebelen.

## Geboren in Torzjok
- Alexej von Jawlensky (1864 of 1865-1941), expressionistisch kunstschilder (Der Blaue Reiter)
- Solomon Sjeresjevski (1886-1958), journalist

Bestuurlijk centrum: Tver 

Andreapol · Bezjetsk · Bely · Bologoje · Kasjin · Kaljazin · Kimry · Konakovo · Krasny Cholm · Koevsjinovo · Lichoslavl · Nelidovo · Oedomlja · Ostasjkov · Rzjev · Staritsa · Torzjok · Toropets · Vesjegonsk · Vysjni Volotsjok · Zapadnaja Dvina · Zoebtsov